# Stenogobius
A Stenogobius a csontos halak (Osteichthyes) főosztályának a sugarasúszójú halak (Actinopterygii) osztályába, ezen belül a sügéralakúak (Perciformes) rendjébe, a gébfélék (Gobiidae) családjába és a Gobionellinae alcsaládjába tartozó nem.

## Rendszerezés
A nembe az alábbi 27 faj tartozik:
- Stenogobius alleni Watson, 1991
- Stenogobius beauforti (Weber, 1907)
- Stenogobius blokzeyli (Bleeker, 1860)
- Stenogobius caudimaculosus Watson, 1991
- Stenogobius fehlmanni Watson, 1991
- Stenogobius genivittatus (Valenciennes, 1837)
- Stenogobius gymnopomus (Bleeker, 1853) - típusfaj
- Stenogobius hawaiiensis Watson, 1991
- Stenogobius hoesei Watson, 1991
- Stenogobius ingeri Watson, 1991
- Stenogobius keletaona Keith & Marquet, 2006
- Stenogobius kenyae Smith, 1959
- Stenogobius kyphosus Watson, 1991
- Stenogobius lachneri Allen, 1991
- Stenogobius laterisquamatus (Weber, 1907)
- Stenogobius macropterus (Duncker, 1912)
- Stenogobius marinus Watson, 1991
- Stenogobius marqueti Watson, 1991
- Stenogobius mekongensis Watson, 1991
- Stenogobius ophthalmoporus (Bleeker, 1853)
- Stenogobius polyzona (Bleeker, 1867)
- Stenogobius psilosinionus Watson, 1991
- Stenogobius randalli Watson, 1991
- Stenogobius squamosus Watson, 1991
- Stenogobius zurstrassenii (Popta, 1911)
- Stenogobius watsoni Allen, 2004
- Stenogobius yateiensis Keith, Watson & Marquet, 2002